# Malacky
 Ovo je glavno značenje pojma Malacky. Za Okrug pogledajte Okrug Malacky.
Malacky (mađ. Malacka, njem. Malatzka) je grad u Bratislavskom kraju u zapadnoj Slovačkoj. Središte je Okruga Malacky.

## Zemljopis
Grad je jedan od centara u regiji Záhorie, smjestio se između Mali Karpata na istoku i rijeke Morave na zapadu. Malacky je kulturni i ekonomski centar za obližnja sela poput Gajary, Kostolište, Veľké Leváre i Jakubov. Grad je smješten na velikoj autocesti Brno-Prag-Bratislava, a i mnogi stanovnici svakodnevno rade i školuju se u Bratislavi. Planina Mali Karpati sa svojom mrežom biciklističkih staza pruža odlične mogućnosti za brdski biciklizam.

## Povijest
Grad se prvi put spominje 1231. godine. Područje grada je u prošlosti bilo naseljeno većinom Nijemcima, ali se sve većim doseljavanjem Slovaka udio Nijemaca smanjuje. Po popisu stanovništva iz 1880. godine u gradu je živjelo 17,2% njemačkog stanovništva, po popisu iz 1930. 5,0%. Do 1918. godine grad je bio u sastavu Kraljevine Ugarske do 1992. grad je bio dio Čehoslovačke. 1939. – 1945. u gradu su bili smješteni neki odjeli u zaštiti Njemačkog Carstva u Slovačkoj.

## Stanovništvo
| Godina:     | 1993.  | 2003.   | 2013.   | 2023.    |
| ----------- | ------ | ------- | ------- | -------- |
| Broj ljudi: | 17 746 | 17 870  | 17 087  | 18 804   |
| Razlika:    |        | +0,69 % | -4,38 % | +10,04 % |

| Godina:     | 2022.  | 2023.   |
| ----------- | ------ | ------- |
| Broj ljudi: | 18 805 | 18 804  |
| Razlika:    |        | -0,00 % |

Grad je 2021. godine imao 18.935 stanovnika.

### Etnički sastav
- Slovaci - 89,4%
- Česi - 0,9%
- Mađari - 0,5%

### Religija
- rimokatolici - 51,0%
- ateisti - 35,9%
- luterani - 1,4%

## Gradovi prijatelji
- Veselí nad Moravou, Češka
- Żnin, Poljska
- Albertirsa, Mađarska

## Vanjske poveznice
- Službena stranica grada

### Ostali projekti
|  | Zajednički poslužitelj ima još gradiva o temi Malacky |